# Sophie Pilgram

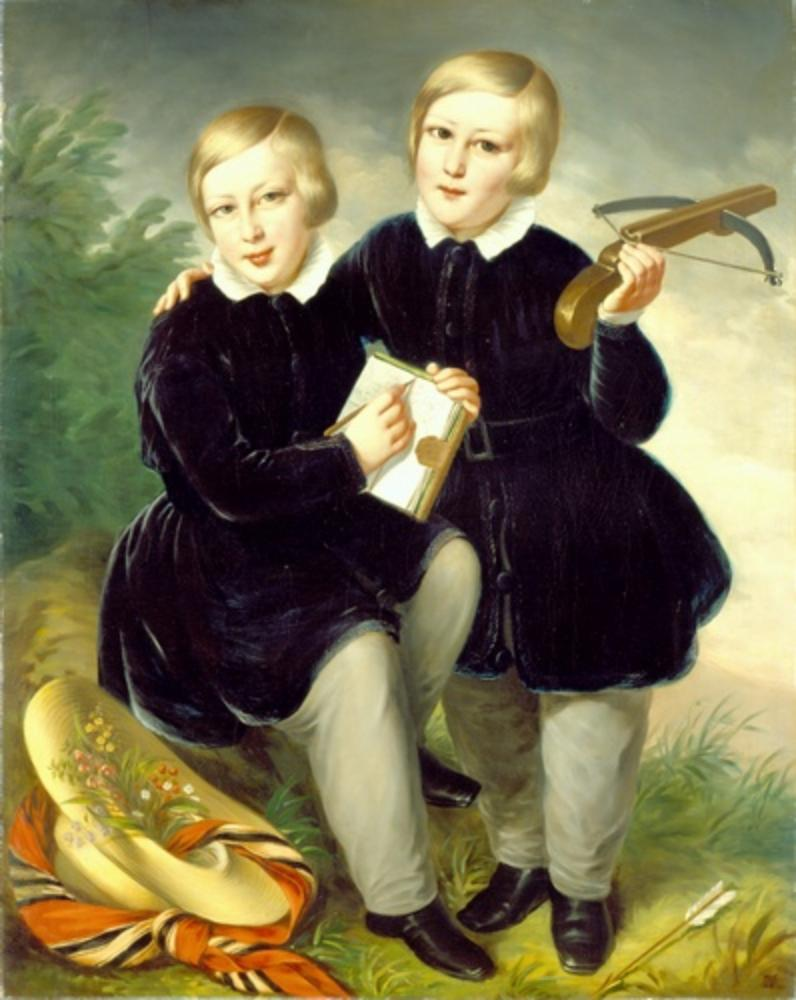
Sophie Pilgram: Die Brüder Ernst Otto und Paul Emil Reiniger (um 1848), Staatsgalerie Stuttgart Inv. 2016

Sophie Pilgram (* 4. Januar 1808 in Memmingen; † 23. April 1870 in Stuttgart) war eine deutsche Miniaturmalerin.
Sophie Pilgram war die Tochter des Hofmechanikers Johann Conrad Pilgram (1771–1840) und der Christiane Wilhelmine, geb. Tiedemann.  Ihr Bruder Wilhelm Pilgram (1814–1889) wurde ebenfalls Maler.
Sie erhielt ihre Ausbildung bei dem Stuttgarter Hofminiaturmaler Gottlob Wilhelm Morff (1771–1857). Bereits ab Mitte der 1820er Jahre stellte sie ihre Bilder aus, meist Bildnisminiaturen von Mädchen und jungen Frauen. Ein Augenleiden, welches  später zu ihrer Erblindung führte, zwang sie in den späten 1830er Jahren von der Miniatur- zur größerformatigen Ölmalerei zu wechseln.
Das Stadtarchiv Stuttgart zeigte 2012 eine Ausstellung mit Werken von Wilhelm und Sophie Pilgram aus der Sammlung Eugen Kittel und aus anderen Beständen.